# Željko Vasiljević
Pour les articles homonymes, voir Vasiljević.
Željko Vasiljević, en serbe cyrillique Жељко Васиљевић (né le 26 mai 1963), est un homme politique serbe. Il est président du Mouvement des vétérans de Serbie, un parti nationaliste qui défend le maintien du Kosovo dans les frontières de la république de Serbie.

## Parcours
Željko Vasiljević est électrotechnicien de formation.
Aux élections législatives serbes de 2007, le Mouvement des vétérans de Serbie a fait liste commune avec le Parti socialiste de Serbie, ce qui a permis à Željko Vasiljević d'entrer au Parlement de Serbie.
En mai 2007, Željko Vasiljević a annoncé la création de la Garde du saint empereur Lazar. Il a affirmé que ce serait « la première milice chrétienne en uniforme » du pays. Décrite comme une organisation paramilitaire, la Garde est considérée, au même titre que l'Armée nationale albanaise, comme un « groupe terroriste » par la communauté internationale.